# Lavinia Fontana

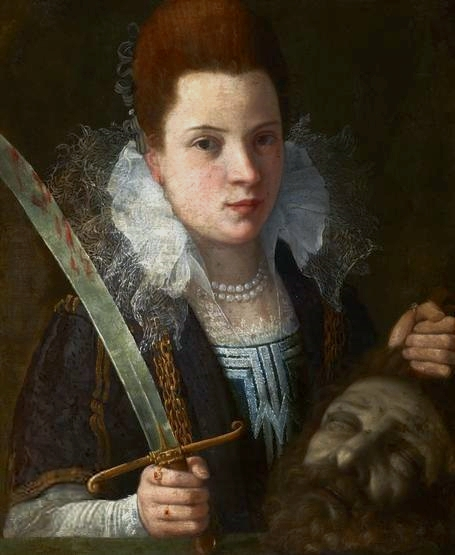
Judyta z głową Holofernesa Kolekcja „Europeum” Muzeum Narodowego w Krakowie, (ok. 1590–1595)

Lavinia Fontana, zw. także: Livia Fontana, Lavinia Zappi lub Lavigna Fontana (ur. 24 sierpnia 1552 w Bolonii, zm. 11 sierpnia 1614 w Rzymie) – włoska malarka okresu manieryzmu.

## Życiorys
Lavinia Fontana urodziła się w Bolonii w 1552 jako córka malarza Prospero Fontany i Antonii de' Bonardis. Otrzymała chrzest 24 sierpnia 1552 w katedrze San Pietro. W 1568 zmarła jej starsza siostra Emilia, kiedy Lavinia miała 16 lat. Malarstwa uczyła się u ojca Prospero, który także uczył w Szkole Bolońskiej. Bycie córką malarza, pozwoliło jej zostać artystką, w czasach gdy bycie kobietą artystki nie było powszechnie akceptowane.
W 1577 jej mężem został uczeń jej ojca Gian Paolo Zappi, który pochodził z zamożnej rodziny. Zappi został później asystentem Lavinii. Urodziła jedenaścioro dzieci, z których przeżyło troje.
W 1603 na zaproszenie papieża Klemensa VIII Fontana wraz z rodziną przeniosła się do Rzymu, gdzie została członkiem Akademii Świętego Łukasza. Następnie została mianowana portrecistką w Watykanie. Była laureatką wielu wyróżnień, w tym medalionu portretowego z brązu odlanego w 1611 roku przez rzeźbiarza i architekta Felice Antonio Casone.
Malowała portrety oraz obrazy o tematyce religijne i mitologicznej. Pozostawała pod wpływem Antonio Allegriego da Correggia i Parmigianina. Twórczość malarska Fontany inspirowała takich artystów jak Alberto de' Rossi i Alessandro Tiarini. Z kolei Aurelio Bonelli był studentem Fontany. Jej wrażliwość na portretowaną osobę i dbałość o szczegóły przedstawiała niezwykłą realność malowanych modeli, i być może to sprawiło, że stała się tak popularna wśród swoich zamożnych klientów. W dobie renesansu była też artystką odnoszącą duże sukcesy, otrzymywała lukratywne zamówienia, które pozwoliły jej na utrzymywanie się ze swojego malarstwa. Stanowi przykład kobiety artystki, która w dobie renesansu potrafiła osiągnąć tak wysoki poziom artystyczny i jednocześnie osiągnąć znaczny sukces w sztuce.
Zmarła w Rzymie 11 sierpnia 1614, została pochowana w Santa Maria sopra Minerva.

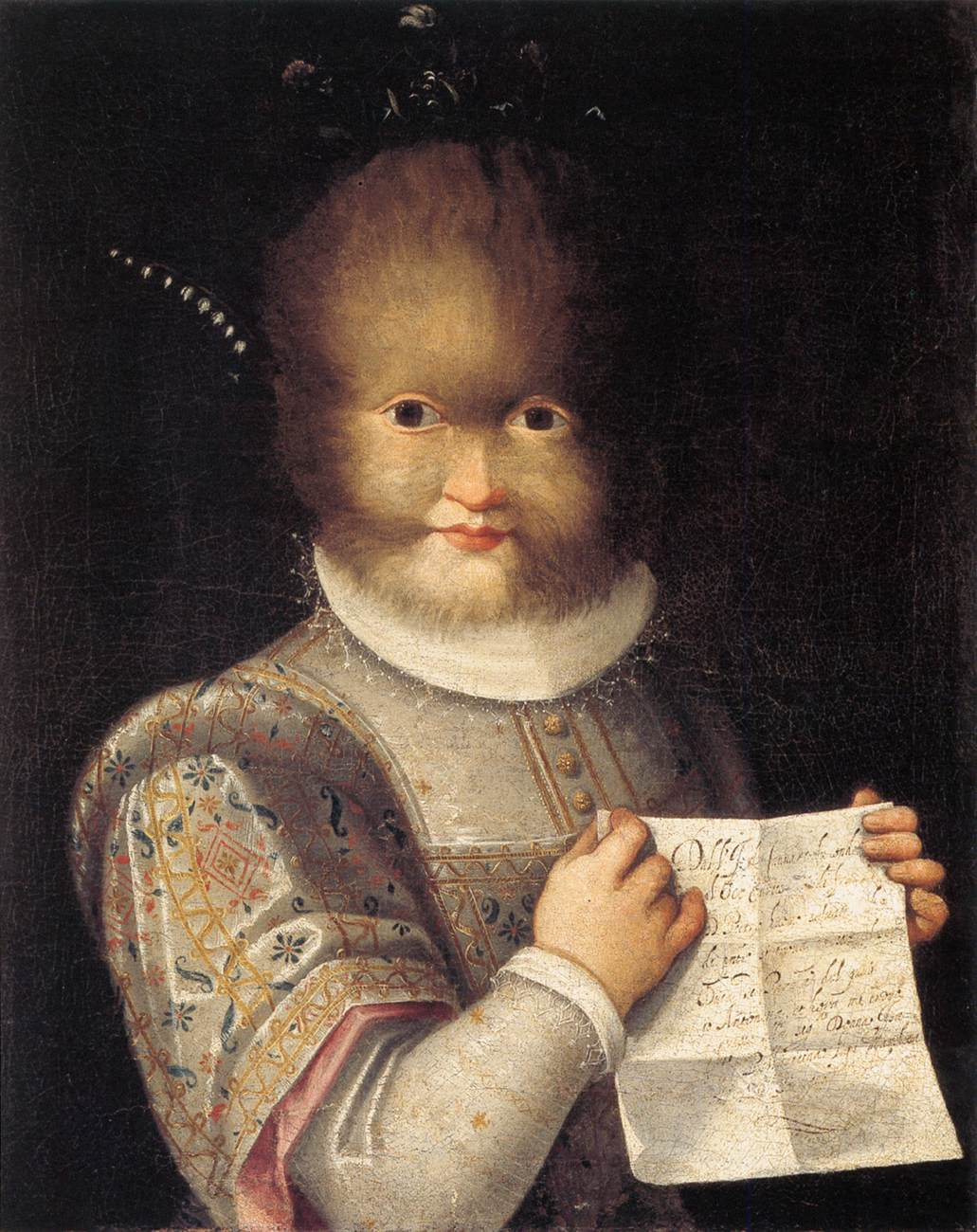
Portret Antonietty Gonsalvus (ok. 1595)

## Dzieła
- Autoportret przy szpinecie – 1577, 27 × 24 cm, Accademia di San Luca, Rzym
- Chrystus z symbolami męki – 1576, Museum of Art, El Paso
- Dama z pieskiem pokojowym – ok. 1595, 115 × 95 cm, Walters Art Museum, Baltimore
- Jezus ukazujący się Marii Magdalenie (Noli me tangere) – 1581, 80 × 65,5 cm, Uffizi, Florencja
- Judyta z głową Holofernesa – ok. 1590-95, 77 × 62,3 cm, Kolekcja „Europeum” Muzeum Narodowego w Krakowie
- Judyta z głową Holofernesa – 1600, 130 × 110 cm, Museo Davia Bargellini, Bolonia
- Portret Antonietty Gonzalez – ok. 1595, 57 × 46 cm, Musée de Château, Blois
- Portret małżonków – 1580-85, 100 × 140,5 cm, Museum of Art, Cleveland
- Portret Pawła Prauna – 95 × 74,5 cm, Germanisches Nationalmuseum, Norymberga
- Portret rodzinny – 1598-1600, 85 × 105 cm, Pinakoteka Brera, Mediolan
- Portret rodziny Gozzadini – 1584, 253 × 191 cm, Pinacoteca Nazionale, Bolonia
- Portret senatora Orsiniego – ok. 1577, 119 × 110 cm, Musée des Beaux-Arts, Bordeaux
- Święta Rodzina – 39,5 × 32 cm, Galeria Obrazów Starych Mistrzów w Dreźnie
- Wenus i Kupido – 1592, 75 × 60 cm, Musée des Beaux-Arts, Rouen
- Wizyta królowej Saby u Salomona – ok. 1600, 256,5 × 325 cm, Narodowa Galeria Irlandii, Dublin

Około 1595 namalowała portret Togniny (Antonietty) Gonsalvus, ze słynnej u schyłku XVI w. rodziny, której większość członków (m.in. ojciec Petrus Gonsalvus i jej dwie siostry) miała hipertrichozę: przypominali tak zwanych ludzi z lasu (syndrom wilkołaka). Przypadek ten opisał przyjaciel artystki – boloński lekarz i przyrodnik Ulisses Aldrovandi (1522-1605) w swojej pracy Monstrorum historia (Bolonia 1642). Artystka sportretowała dziewczynkę z pełnym wdzięku uśmiechem i żywym wyrazem oczu. Dziewczynka trzyma w dłoniach kartkę, na której spisała dzieje swej rodziny w pierwszej osobie.